# Winrich (Ebrach)
Winrich (auch Winricus; † 9. April 1290 in Ebrach) war von 1276 bis 1290 Abt des Zisterzienserklosters in Ebrach. Zwischen 1262 und 1276 hatte er bereits das Amt des Abtes im mährischen Kloster Saar inne.

## Leben

### Saar
Über die Jugend des Abtes Winrich ist nichts bekannt. Er wurde im 13. Jahrhundert geboren, der Geburtsort und das genaue Datum werden in den Quellen nicht erwähnt. Da der spätere Abt in das Kloster Waldsassen als Professe eintrat, muss jedoch davon ausgegangen werden, dass der Geburtsort irgendwo in der heutigen bayrisch-tschechischen Grenzregion zu finden ist. Nach seinem Eintritt ins Kloster wird Winrich zunächst nicht mehr erwähnt, der Aufstieg innerhalb der Abtei geschah ohne die Kenntnis der Quellen.
Erst im Jahr 1262 tauchte Winrich erneut auf. Die Mönche des mährischen Klosters Saar hatten ihn als fünften Abt ihrer Abtei eingesetzt. Als eine seiner ersten Amtshandlungen ist der Besuch des Zisterzienser-Generalkapitels in Cîteaux im Jahr 1263 überliefert. Im gleichen Jahr rissen die Mönche ihre alten Behausungen in einem Tal ab und zogen in ein neues Kloster, das nun auf einem nahegelegenen Hügel lag. Unter Abt Winrich vollendete man bald den Kapitelsaal.
Größtes Werk des Abtes war allerdings die Fertigstellung der ersten steinernen Kirche in Saar. Nach der Vollendung wurde bald darauf der Chor des neuen Gotteshauses ausgemalt. Im Jahr 1264 weihte man den Hochaltar und bettete die Gebeine des Stifters Boček von Obřany in die neue Kirche um. Das Langhaus entstand in den Jahren 1264 bis 1276. In Saar förderte Winrich auch die Beginenbewegung um Euphemia. Im Jahr 1276 wurde der Abt gegen den Willen des Konventes nach Ebrach gesandt.

### Ebrach
In Ebrach war der Vorgänger Berengar am 20. August 1276 verstorben und man suchte dringend einen Nachfolger. Die Kirche des Klosters, die bereits 1200 begonnen worden war, stand kurz vor der Vollendung. Winrich hatte in Saar bereits bewiesen, dass er in der Lage war diese schwierige Bausituation erfolgreich zu einem Ende zu führen. Zunächst begann Winrich in Franken jedoch mit der Erwerbung einige Güter, so kaufte er 1282 mehrere Güter von Heinrich von Stollberg.
Im gleichen Jahr plante Winrich auch die Bildung der Ebracher Mönche zu fördern. Hierzu gründete er im nahen Würzburg ein eigenes Collegium im Hof Sunderhofen. Diese Bildungsanstalt wurde bald vom Generalabt der Zisterzienser Jean II. de Ballon von Cîteaux gefördert. Den studierenden Mönchen wurden hier 1284 die gleichen Rechte eingeräumt, wie sie das Zisterzienserkollegium in Paris besaß. 1284 stiftete Kraft I. von Hohenlohe dem Kloster einige Güter in Mainstockheim.
Am 9. September 1285 erfolgte die feierliche Weihe des neuen Gotteshauses durch den Würzburger Bischof Berthold II. von Sternberg. Im gleichen Jahr wurde die Abtei von Marsilius von Altenberg visitiert. Nach dem Tod des Bischofs Berthold wurde sein Herz 1287 als erstes in der Ebracher Sepultur bestattet, zuvor hatte er einen ersten Altar für die Kirche geweiht. Am 11. April 1290 starb Abt Winrich und wurde im südlichen Querhaus der Klosterkirche bestattet, sein Grabstein war mit einem einfachen Abtsstab geschmückt.